# 148. pehotni polk (Italija)
148. pehotni polk Caltanissetta (izvirno italijansko 148º Reggimento fanteria) je bil pehotni polk Kraljeve italijanske kopenske vojske.

## Zgodovina
Med prvo svetovno vojno je bil polk nastanjen na soški fronti.